# Nelson Moura Fé
Nelson Moura Fé, (Simplício Mendes, 2 de abril de 1926) é um comerciante, construtor e político brasileiro, outrora deputado estadual pelo Piauí.

## Dados biográficos
Filho de Manoel de Moura Fé e Francisca Cecília de Moura. Comerciante e construtor, ingressou na UDN em 1945, elegendo-se deputado estadual em 1962 e após a vitória do Regime Militar de 1964, candidatou-se pela ARENA em 1966, figurando como primeiro suplente. Nessa condição, exerceu o mandato devido à nomeação de parlamentares para a equipe do governador Helvídio Nunes, sendo efetivado com a escolha de Aluísio Ribeiro como desembargador do Tribunal de Justiça do Piauí.